# Poch

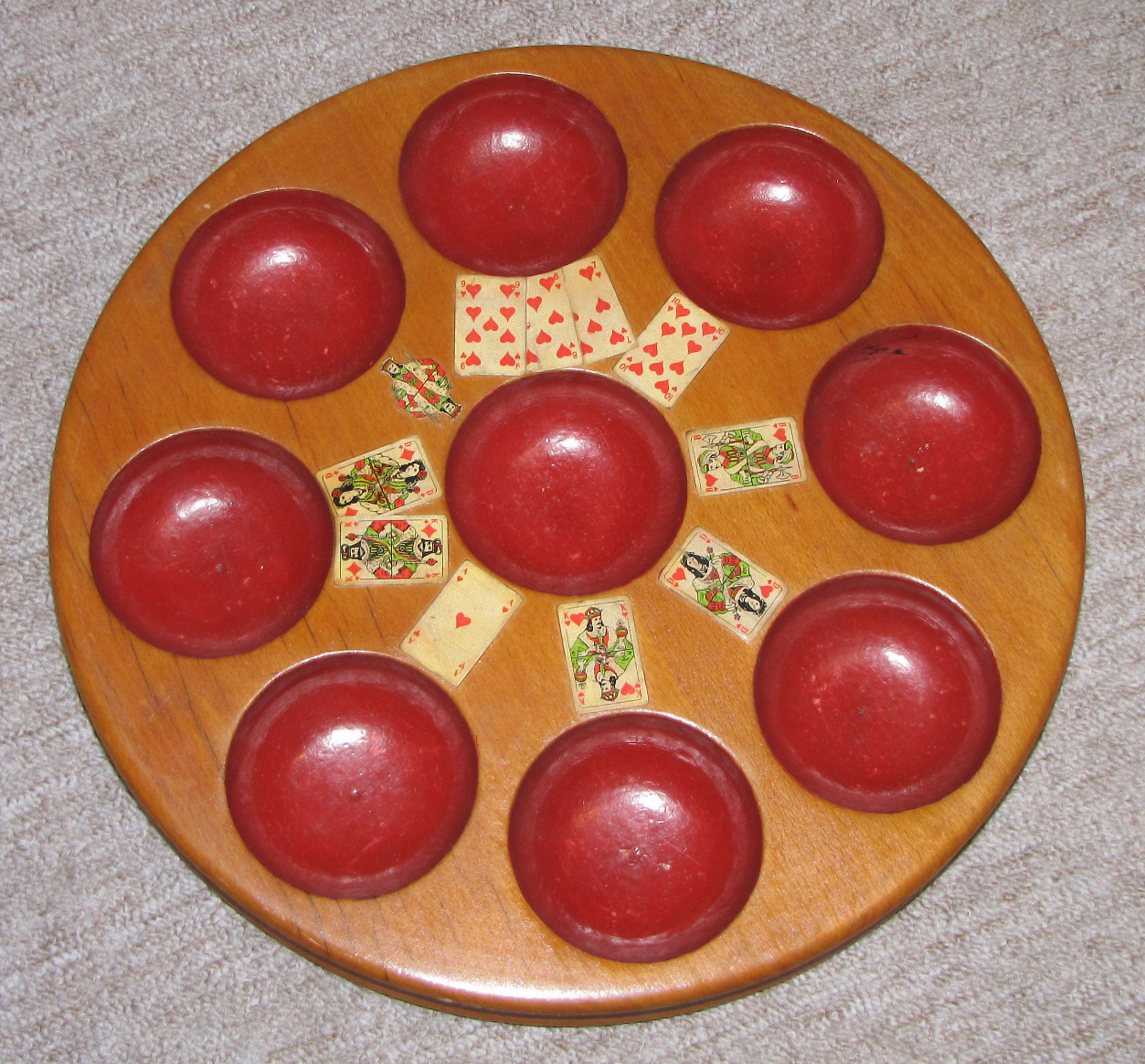
Ein modernes Pochbrett

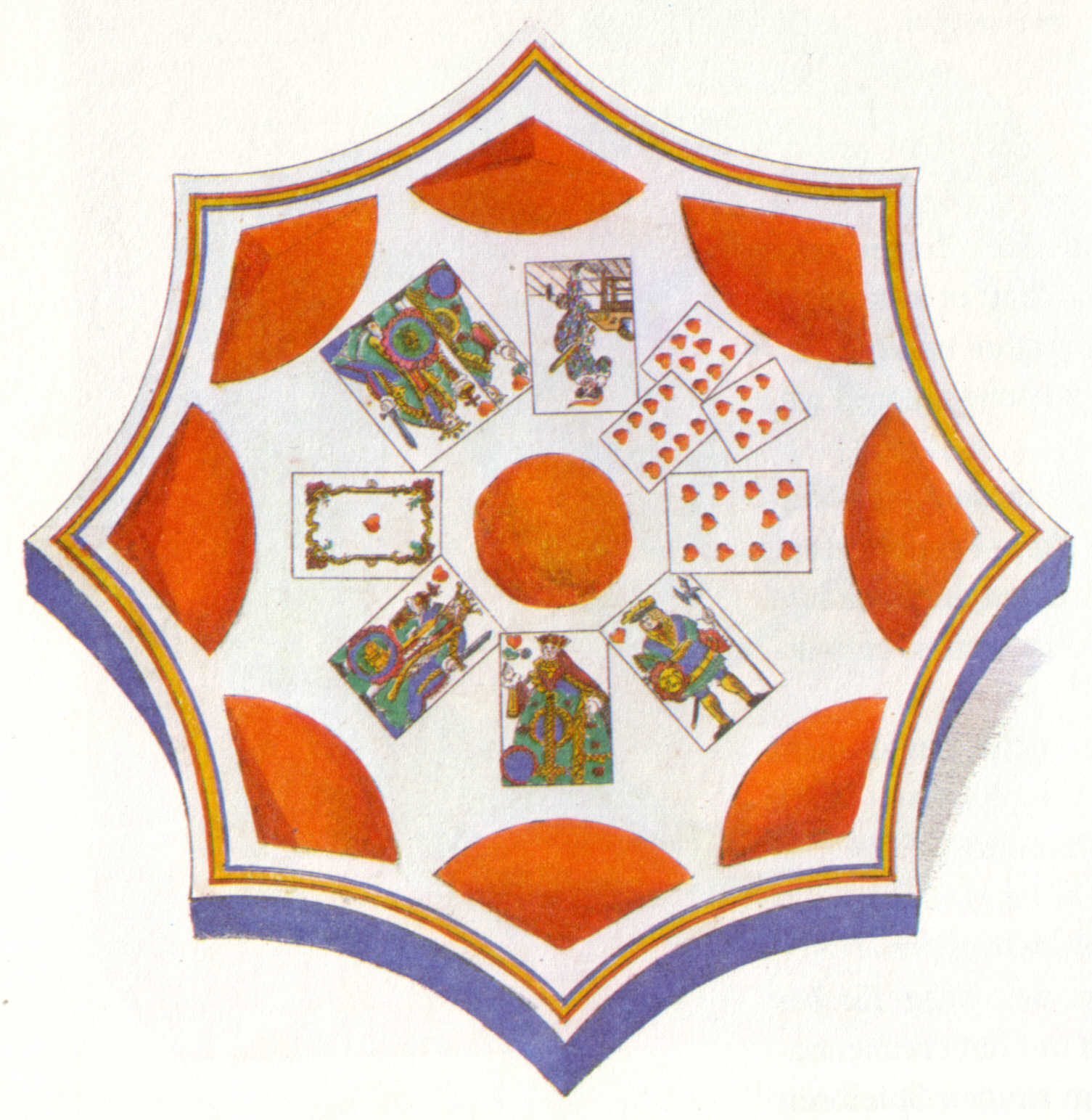
Pochbrett (aus einem Nürnberger Spielzeug-Musterbuch des 19. Jahrhunderts)

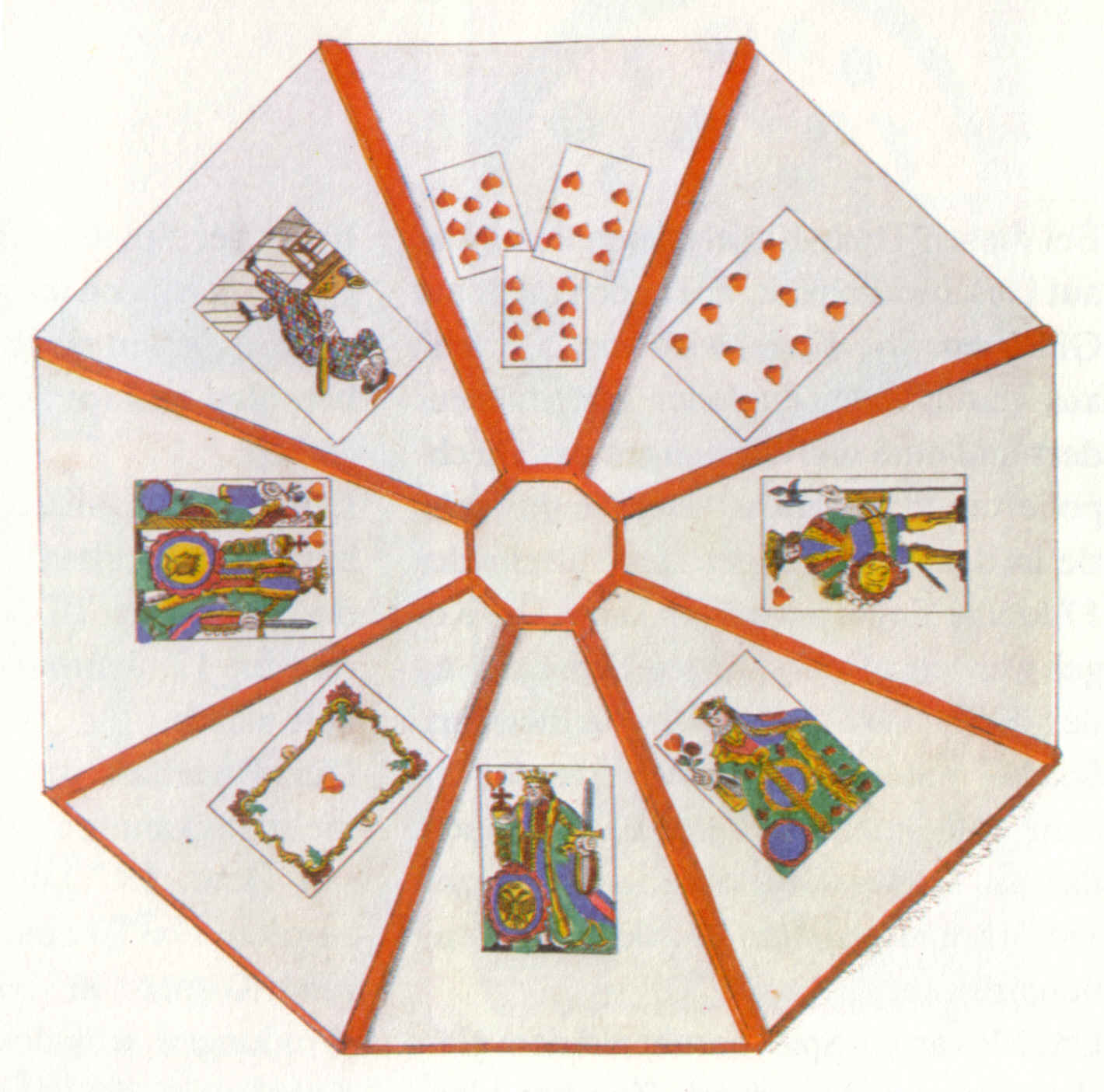
Pochbrett (ebendort)

Poch, Pochen oder Pochspiel, fr. Poque ist ein sehr altes Kartenspiel, das bereits im Jahre 1441 in Straßburg erwähnt wurde. Pochen gilt als einer der Vorläufer des Pokerspiels, das sich im 19. Jahrhundert in Amerika entwickelte. Auch eine etymologische Verwandtschaft der Spielbezeichnungen wird angenommen. Mit dem Pochen verwandte Spiele sind das französische Glic und Nain Jaune und das englische Pope Joan. Weitere Vorläufer des Poker und mögliche Verwandte des Pochspiels sind das englische Brag aus dem 16. Jahrhundert und das französische Brelan (später Bouillotte) sowie Belle, Fluss und Einunddreißig.
Pochen ist auch eine andere Bezeichnung für das Kartenspiel Tippen.

## Die Regeln
Die im folgenden wiedergegebenen Regeln stützen sich auf die Darstellung in Meyers Konversationslexikon von 1908; Poch wurde und wird in vielen in Details unterschiedlichen Variationen gespielt; die hier angeführte Regel ist daher keinesfalls in dem Sinne verbindlich wie etwa die Regeln des Schachspiels.

### Allgemeines
Poch ist ein Glücksspiel für drei bis sechs Personen. Man spielt mit einem Paket von 32 oder 52 Blatt französischer Spielkarten, manchmal auch deutscher Spielkarten; außerdem benötigt man ein sogenanntes Pochbrett, welches die Einsätze für Ass, König, Dame, Bube, Zehn, Mariage, Sequenz und Poch aufnimmt.
Vor Beginn des Spiels setzt jeder Teilnehmer in jedes Feld des Brettes eine Marke. Dann erhält jeder Spieler fünf Karten, die nächste Karte des Talons wird aufgeschlagen, diese bestimmt die Trumpffarbe (Atout).

### Das Melden
Nach dem Teilen folgt das Melden (Ansagen) der Figuren: Hat ein Spieler das Trumpf-Ass, so weist er dieses vor und zieht den Betrag ein, der in dem betreffenden Fach des Brettes liegt. Ebenso verfahren die Spieler, die den Trumpf-König, die Trumpf-Dame, den Trumpf-Buben und die Trumpf-Zehn besitzen.
Hält ein Spieler den Trumpf-König und die Trumpf-Dame, so erhält er abgesehen von den Einsätzen auf diesen beiden Feldern auch den Einsatz für die Mariage (dt. Hochzeit).
Der Einsatz auf dem Feld Sequenz gebührt demjenigen Spieler, der die höchste Folge (Sequenz) von drei aufeinanderfolgenden Karten einer Farbe vorweisen kann. Bei Sequenz schlägt die höhere die niedrigere und Atout (Trumpf) die anderen Farben; bei gleichen Sequenzen gewinnt die Vorhand. (Nach anderer verbreiteter Regel muss man zum Gewinn des Faches Sequenz die drei Karten Trumpf-Neun, Trumpf-Acht und Trumpf-Sieben vorweisen – andere Folgen gelten nicht.)
Wird ein Fach im Zuge des Meldens nicht geleert, so bleiben die Einsätze auf diesem Feld stehen und gelten für das nächste Spiel. Vor dem nächsten Spiel kommt noch der neue Einsatz dazu.

### Das Pochen
Das nun folgende Pochen entspricht einem Pokerspiel mit stark vereinfachten Regeln.
Wer ein „Kunststück“, d. h. zwei oder mehr Karten vom gleichen Rang besitzt, darf sagen: „Ich poche!“ und dabei eine beliebige Anzahl von Marken in die Pochrubrik in der Mitte des Brettes setzen. Wer den Pocher mit einem besseren Kunststück – es zählen nur Gevierte, Gedritte und Paare – glaubt überbieten zu können, sagt: „Ich halte!“ und setzt die gleiche Anzahl Marken. Er kann aber auch nachpochen und den Einsatz erhöhen. Hält er jedoch ein ihm wenig aussichtsreich erscheinendes Blatt, so wird er es vorziehen zu passen und aus dieser Spielphase aussteigen. Danach kommt nach demselben Muster der dritte, vierte etc. Spieler an die Reihe zu setzen – genau so wie bei den Wettrunden im Poker-Spiel.
Gevierte (vier Gleiche) gelten höher als Gedritte (drei Gleiche), und diese wiederum höher als Paare (zwei Gleiche). Bei gleichartigen Kunststücken entscheidet der Kartenrang; besitzen zwei Spieler gleiche Paare, so gewinnt der Spieler, der die entsprechende Karte in der Trumpffarbe vorweisen kann.
Steigen alle Spieler bis auf einen aus, so gewinnt dieser den Inhalt des Poch-Feldes und braucht sein Blatt nicht vorzuzeigen.

### Das Ausspielen
Als letzte Spielphase folgt das Ausspielen: Der Gewinner des Pochens beginnt und spielt eine beliebige Karte aus. Der Spieler, der die im Range nächsthöhere Karte derselben Farbe besitzt, legt diese auf die ausgespielte Karte usw., bis diese Kette abbricht, weil sie entweder mit dem entsprechenden Ass abgeschlossen wird oder nicht mehr weiter fortgesetzt werden kann, da die benötigte Folgekarte im Talon liegt. Der Spieler, der die letzte Karte gespielt hat, darf nun mit einer beliebigen Karte aus seiner Hand eine neue Kette beginnen. Auf diese Art wird nun das Spiel fortgesetzt, bis ein Spieler seine letzte Karte ablegen kann.
Dieser Spieler erhält nun von jedem Mitspieler so viele Spielmarken als Gewinn ausbezahlt, wie dieser noch Karten in seiner Hand hält (vgl. Fan Tan).

### Ergänzungen
- Nach Meyer[4] werden in das mit Poch bezeichnete Fach in der Mitte zu Beginn des Spieles keine Marken eingezahlt.
- Als Sequenz bezeichnet man im Kartenspiel allgemein eine Folge von zumindest drei aufeinanderfolgenden Karten einer Farbe, z. B. ♥ B – ♥ 10 – ♥ 9. Manchmal wird auch so gespielt, dass derjenige Spieler die Einsätze auf dem Feld Sequenz kassieren darf, der die höchstrangige Folge vorweisen kann (so bei Meyer). Hier schlägt die längere die kürzere, bei gleich langen Sequenzen schlägt die höhere die niedrigere, sind beide Sequenzen gleich lang und gleich hoch, so schlägt Atout die anderen Farben; bringt auch das keine Entscheidung, so gewinnt der Spieler, der näher zur Linken des Teilers sitzt.